# ケントン・デューティ
ケントン・デューティ（Kenton Duty, 1995年5月12日 - ）は、アメリカ合衆国出身の俳優である。

## 人物
2006年デビュー

## 出演作品

### テレビ
- シェキラ!（グンター・ヘッセンヘファー）
- LOST ファイナル・シーズン（ジェイコブ（少年期））
- コールドケース6